# Liga Mistrzów w piłce siatkowej (2021/2022)
Liga Mistrzów 2021/2022 (oficjalna nazwa: CEV Champions League Volley 2022) – 22. sezon Ligi Mistrzów rozgrywanej od 2000 roku (57. turniej ogólnie, wliczając Puchar Europy Mistrzów Krajowych), organizowanej przez Europejską Konfederację Piłki Siatkowej (CEV) w ramach europejskich pucharów dla 35 męskich klubowych zespołów siatkarskich Starego Kontynentu.

## System rozgrywek
Liga Mistrzów w sezonie 2021/2022 składa się z czterech faz: kwalifikacji play-off, fazy grupowej, fazy play-off oraz finału:
- Faza kwalifikacyjna play-off (Runda preeliminacyjna, 1., 2. i 3. Runda):.
- Faza grupowa (4. Runda): 20 drużyn podzielono na 5 grup. W poszczególnych grupach każda drużyna rozgrywa mecz i rewanż z pozostałymi. Do dalszych rundy play-off awansują zwycięzcy poszczególnych grup oraz trzy najlepsze zespoły z drugich miejsc.
- Faza play-off: będzie obejmować ćwierćfinały i półfinały. W ćwierćfinałach zespoły zostaną podzielone na 4 pary, tworząc drabinkę rozgrywek. Poszczególne pary będą rozgrywać mecz i rewanż. O awansie zadecydują kolejno: liczba wygranych spotkań liczba punktów, zwycięstwo w złotym secie granym do 15 punktów. Zwycięzcy awansują do półfinałów, gdzie obowiązują te same zasady co w poprzedniej rundzie.
- Finał: uczestniczą w nim zwycięzcy półfinałów. O zwycięstwie w Lidze Mistrzów zadecyduje jeden mecz, rozgrywany na neutralnym terenie. Gospodarz finału zostanie wyłoniony na drodze konkursu.

Edycja 2021/2022 będzie trzecią edycją Ligi Mistrzów, w której nie zostanie zorganizowany turniej Final Four oraz nie będzie rozgrywany mecz o 3. miejsce. Faza play-off przyjmie formę identyczną do tej z Pucharu CEV i Pucharu Challenge, zastępując dotychczasowe 1/12 i 1/6 finałów. Zmniejszony został również udział zespołów zakwalifikowanych we wstępnych rundach w ogólnej liczbie uczestników fazy grupowej z 8 do 2.

## Drużyny uczestniczące

### Uczestnicy
- Knack Roeselare (L1)
- Greenyard Maaseik (L2)
- AS Cannes (L1)
- Berlin Recycling Volleys (L1)
- VfB Friedrichshafen (L2)
- Jastrzębski Węgiel (L1)
- Grupa Azoty ZAKSA Kędzierzyn-Koźle (L2)
- Projekt Warszawa (L3)
- Dinamo Moskwa (L1)
- Zenit Petersburg (L2)
- Lokomotiw Nowosybirsk (L3)
- Merkur Maribor (L1)
- Vojvodina NS seme Nowy Sad (L1)
- Ziraat Bankası (L1)
- Fenerbahçe HDI Sigorta (L2)
- Cucine Lube Civitanova (L1)
- Sir Sicoma Monini Perugia (L2)
- Itas Trentino (L3)

Zakwalifikowane drużyny
- Chebyr Pazardżik (L1)
- SL Benfica (L1)

## Podział na koszyki
Podział na koszyki wynikał z rankingu CEV dla Ligi Mistrzów.
Losowanie odbyło się 24 września 2021 roku w stolicy Słowenii w Lublanie.
| Koszyk 1                  | Koszyk 2                           | Koszyk 3                   | Koszyk 4                                   |
| ------------------------- | ---------------------------------- | -------------------------- | ------------------------------------------ |
| Cucine Lube Civitanova    | VfB Friedrichshafen                | Merkur Maribor             | Verva Warszawa Orlen Paliwa                |
| Dinamo Moskwa             | Berlin Recycling Volleys           | Knack Roeselare            | Lokomotiw Nowosybirsk                      |
| Sir Sicoma Monini Perugia | Ziraat Bankası                     | AS Cannes                  | Itas Trentino                              |
| Jastrzębski Węgiel        | Fenerbahçe HDI Sigorta             | Vojvodina NS seme Nowy Sad | Chebyr Pazardżik (zakwalifikowana drużyna) |
| Zenit Petersburg          | Grupa Azoty ZAKSA Kędzierzyn-Koźle | Greenyard Maaseik          | SL Benfica (zakwalifikowana drużyna)       |

## Rozgrywki
Wszystkie godziny według czasu lokalnego.

### Faza grupowa
awans do fazy play-off

#### Grupa A
Tabela
| Lp. | Drużyna             | Mecze | Mecze   | Mecze   | Pkt | Sety | Sety | Sety  | Małe punkty | Małe punkty | Małe punkty |
| Lp. | Drużyna             | M     | W (3:2) | P (2:3) | Pkt | wyg. | prz. | ratio | zdob.       | str.        | ratio       |
| --- | ------------------- | ----- | ------- | ------- | --- | ---- | ---- | ----- | ----------- | ----------- | ----------- |
| 1   | Jastrzębski Węgiel  | 6     | 6 (0)   | 0 (0)   | 18  | 18   | 2    | 9.000 | 499         | 381         | 1.310       |
| 2   | Chebyr Pazardżik    | 6     | 3 (2)   | 3 (0)   | 7   | 10   | 13   | 0.769 | 418         | 509         | 0.821       |
| 3   | Knack Roeselare     | 6     | 2 (2)   | 4 (1)   | 5   | 8    | 16   | 0.500 | 512         | 539         | 0.950       |
| 4   | VfB Friedrichshafen | 6     | 1 (0)   | 5 (3)   | 6   | 10   | 15   | 0.667 | 493         | 493         | 1.000       |

Źródło: www-old.cev.eu
Punktacja: 3:0 i 3:1 – 3 pkt; 3:2 – 2 pkt; 2:3 – 1 pkt; 1:3 i 0:3 – 0 pkt
Zasady ustalania kolejności: 1. liczba zwycięstw; 2. liczba punktów; 3. stosunek setów; 4. stosunek małych punktów; 5. bilans w bezpośrednich meczach
Wyniki spotkań
| Data                       | Godz. | Drużyna 1           | Wynik | Drużyna 2           | 1     | 2     | 3     | 4     | 5     | Widzów | *      |
| -------------------------- | ----- | ------------------- | ----- | ------------------- | ----- | ----- | ----- | ----- | ----- | ------ | ------ |
| 30.11.2021                 | 18:00 | Jastrzębski Węgiel  | 3:0   | Chebyr Pazardżik    | 25:11 | 25:16 | 25:14 |       |       | 1366   | raport |
| 01.12.2021                 | 20:00 | VfB Friedrichshafen | 2:3   | Knack Roeselare     | 18:25 | 25:23 | 16:25 | 25:22 | 9:15  | 207    | raport |
| 14.12.2021                 | 19:00 | Knack Roeselare     | 0:3   | Jastrzębski Węgiel  | 18:25 | 20:25 | 23:25 |       |       | 0      | raport |
| 16.12.2021                 | 19:00 | Chebyr Pazardżik    | 3:2   | VfB Friedrichshafen | 25:13 | 18:25 | 22:25 | 25:12 | 15:12 | 1000   | raport |
| 13.01.2022                 | 20:00 | VfB Friedrichshafen | 0:3   | Jastrzębski Węgiel  | 15:25 | 17:25 | 15:25 |       |       | 0      | raport |
| 17.02.2022                 | 19:00 | Chebyr Pazardżik    | 3:0   | Knack Roeselare     | 25:21 | 26:24 | 25:20 |       |       | 1300   | raport |
| 25.01.2022                 | 18:00 | Jastrzębski Węgiel  | 3:0   | Knack Roeselare     | 25:21 | 25:21 | 25:23 |       |       | 900    | raport |
| 26.01.2022                 | 20:00 | VfB Friedrichshafen | 3:0   | Chebyr Pazardżik    | 25:0  | 25:0  | 25:0  |       |       | —      | raport |
| 10.02.2022                 | 19:00 | Chebyr Pazardżik    | 1:3   | Jastrzębski Węgiel  | 28:26 | 23:25 | 19:25 | 16:25 |       | 1300   | raport |
| 09.02.2022                 | 20:30 | Knack Roeselare     | 3:2   | VfB Friedrichshafen | 25:20 | 14:25 | 20:25 | 31:29 | 15:11 | 1000   | raport |
| 16.02.2022                 | 18:00 | Jastrzębski Węgiel  | 3:1   | VfB Friedrichshafen | 25:18 | 23:25 | 25:15 | 25:23 |       | 846    | raport |
| 16.02.2022                 | 19:00 | Knack Roeselare     | 2:3   | Chebyr Pazardżik    | 25:23 | 25:21 | 20:25 | 22:25 | 14:16 | 1250   | raport |
| Mecz odbył się w Bułgarii. |       |                     |       |                     |       |       |       |       |       |        |        |

#### Grupa B
Tabela
| Lp. | Drużyna              | Mecze | Mecze   | Mecze   | Pkt | Sety | Sety | Sety  | Małe punkty | Małe punkty | Małe punkty |
| Lp. | Drużyna              | M     | W (3:2) | P (2:3) | Pkt | wyg. | prz. | ratio | zdob.       | str.        | ratio       |
| --- | -------------------- | ----- | ------- | ------- | --- | ---- | ---- | ----- | ----------- | ----------- | ----------- |
| 1   | Dinamo Moskwa        | 6     | 6 (1)   | 0 (0)   | 17  | 18   | 2    | 9.000 | 481         | 371         | 1.296       |
| 2   | Ziraat Bankası       | 6     | 3 (0)   | 3 (1)   | 10  | 11   | 11   | 1.000 | 475         | 479         | 0.992       |
| 3   | Projekt Warszawa     | 6     | 2 (0)   | 4 (1)   | 7   | 10   | 14   | 0.714 | 510         | 537         | 0.950       |
| 4   | VC Greenyard Maaseik | 6     | 1 (1)   | 5 (0)   | 2   | 5    | 17   | 0.294 | 443         | 522         | 0.849       |

Źródło: www-old.cev.eu
Punktacja: 3:0 i 3:1 – 3 pkt; 3:2 – 2 pkt; 2:3 – 1 pkt; 1:3 i 0:3 – 0 pkt
Zasady ustalania kolejności: 1. liczba zwycięstw; 2. liczba punktów; 3. stosunek setów; 4. stosunek małych punktów; 5. bilans w bezpośrednich meczach
Wyniki spotkań
| Data                     | Godz. | Drużyna 1         | Wynik | Drużyna 2         | 1     | 2     | 3     | 4     | 5     | Widzów | *      |
| ------------------------ | ----- | ----------------- | ----- | ----------------- | ----- | ----- | ----- | ----- | ----- | ------ | ------ |
| 01.12.2021               | 19:00 | Dinamo Moskwa     | 3:2   | Projekt Warszawa  | 20:25 | 21:25 | 25:20 | 25:16 | 15:12 | 820    | raport |
| 01.12.2021               | 19:00 | Ziraat Bankası    | 3:0   | Greenyard Maaseik | 26:24 | 25:15 | 25:17 |       |       | 2760   | raport |
| 14.12.2021               | 21:00 | Greenyard Maaseik | 0:3   | Dinamo Moskwa     | 20:25 | 22:25 | 18:25 |       |       | 0      | raport |
| 15.12.2021               | 20:30 | Projekt Warszawa  | 1:3   | Ziraat Bankası    | 21:25 | 25:21 | 18:25 | 21:25 |       | 1277   | raport |
| 13.01.2022               | 19:00 | Ziraat Bankası    | 0:3   | Dinamo Moskwa     | 12:25 | 20:25 | 15:25 |       |       | 1500   | raport |
| 15.02.2022               | 19:00 | Projekt Warszawa  | 3:1   | Greenyard Maaseik | 25:23 | 22:25 | 25:20 | 25:22 |       | 850    | raport |
| Mecz odbył się w Belgii. |       |                   |       |                   |       |       |       |       |       |        |        |
| 26.01.2022               | 19:00 | Dinamo Moskwa     | 3:0   | Greenyard Maaseik | 25:16 | 25:15 | 25:18 |       |       | 540    | raport |
| 25.01.2022               | 19:00 | Ziraat Bankası    | 3:1   | Projekt Warszawa  | 25:17 | 17:25 | 25:18 | 25:18 |       | 980    | raport |
| 09.02.2022               | 20:30 | Projekt Warszawa  | 0:3   | Dinamo Moskwa     | 20:25 | 23:25 | 13:25 |       |       | 1160   | raport |
| 08.02.2022               | 20:30 | Greenyard Maaseik | 3:2   | Ziraat Bankası    | 25:19 | 23:25 | 25:21 | 22:25 | 15:13 | 1150   | raport |
| 16.02.2022               | 19:00 | Dinamo Moskwa     | 3:0   | Ziraat Bankası    | 25:20 | 25:20 | 25:21 |       |       | 700    | raport |
| 16.02.2022               | 20:30 | Greenyard Maaseik | 1:3   | Projekt Warszawa  | 25:21 | 17:25 | 18:25 | 18:25 |       | 1100   | raport |

#### Grupa C
Tabela
| Lp. | Drużyna                            | Mecze | Mecze   | Mecze   | Pkt | Sety | Sety | Sety  | Małe punkty | Małe punkty | Małe punkty |
| Lp. | Drużyna                            | M     | W (3:2) | P (2:3) | Pkt | wyg. | prz. | ratio | zdob.       | str.        | ratio       |
| --- | ---------------------------------- | ----- | ------- | ------- | --- | ---- | ---- | ----- | ----------- | ----------- | ----------- |
| 1   | Cucine Lube Civitanova             | 6     | 5 (1)   | 1 (1)   | 15  | 17   | 6    | 2.833 | 531         | 457         | 1.162       |
| 2   | Grupa Azoty ZAKSA Kędzierzyn-Koźle | 6     | 4 (1)   | 2 (1)   | 12  | 15   | 9    | 1.667 | 532         | 503         | 1.058       |
| 3   | Lokomotiw Nowosybirsk              | 6     | 3 (0)   | 3 (0)   | 9   | 11   | 10   | 1.100 | 481         | 414         | 1.162       |
| 4   | Merkur Maribor                     | 6     | 0 (0)   | 6 (0)   | 0   | 0    | 18   | 0.000 | 281         | 451         | 0.623       |

Źródło: www-old.cev.eu
Punktacja: 3:0 i 3:1 – 3 pkt; 3:2 – 2 pkt; 2:3 – 1 pkt; 1:3 i 0:3 – 0 pkt
Zasady ustalania kolejności: 1. liczba zwycięstw; 2. liczba punktów; 3. stosunek setów; 4. stosunek małych punktów; 5. bilans w bezpośrednich meczach
Wyniki spotkań
| Data                    | Godz. | Drużyna 1                          | Wynik | Drużyna 2                          | 1     | 2     | 3     | 4     | 5     | Widzów | *      |
| ----------------------- | ----- | ---------------------------------- | ----- | ---------------------------------- | ----- | ----- | ----- | ----- | ----- | ------ | ------ |
| 01.12.2021              | 20:00 | Cucine Lube Civitanova             | 3:0   | Lokomotiw Nowosybirsk              | 25:17 | 25:20 | 25:15 |       |       | 1200   | raport |
| 01.12.2021              | 18:00 | Grupa Azoty ZAKSA Kędzierzyn-Koźle | 3:0   | Merkur Maribor                     | 25:19 | 25:18 | 25:17 |       |       | 700    | raport |
| 15.12.2021              | 19:00 | Merkur Maribor                     | 0:3   | Cucine Lube Civitanova             | 18:25 | 16:25 | 24:26 |       |       | 1147   | raport |
| 14.12.2021              | 19:00 | Lokomotiw Nowosybirsk              | 1:3   | Grupa Azoty ZAKSA Kędzierzyn-Koźle | 19:25 | 25:21 | 24:26 | 23:25 |       | 2349   | raport |
| 12.01.2022              | 18:00 | Grupa Azoty ZAKSA Kędzierzyn-Koźle | 2:3   | Cucine Lube Civitanova             | 17:25 | 25:16 | 18:25 | 25:22 | 12:15 | 5655   | raport |
| 11.01.2022              | 19:00 | Lokomotiw Nowosybirsk              | 3:0   | Merkur Maribor                     | 25:0  | 25:0  | 25:0  |       |       | —      | raport |
| 26.01.2022              | 19:30 | Cucine Lube Civitanova             | 3:0   | Merkur Maribor                     | 25:18 | 25:15 | 25:19 |       |       | 1000   | raport |
| 12.02.2022              | 18:00 | Grupa Azoty ZAKSA Kędzierzyn-Koźle | 1:3   | Lokomotiw Nowosybirsk              | 18:25 | 25:23 | 17:25 | 20:25 |       | 2418   | raport |
| Mecz odbył się w Rosji. |       |                                    |       |                                    |       |       |       |       |       |        |        |
| 09.02.2022              | 19:00 | Lokomotiw Nowosybirsk              | 1:3   | Cucine Lube Civitanova             | 25:21 | 23:25 | 22:25 | 20:25 |       | 3500   | raport |
| 08.02.2022              | 19:00 | Merkur Maribor                     | 0:3   | Grupa Azoty ZAKSA Kędzierzyn-Koźle | 19:25 | 11:25 | 21:25 |       |       | 600    | raport |
| 16.02.2022              | 20:30 | Cucine Lube Civitanova             | 2:3   | Grupa Azoty ZAKSA Kędzierzyn-Koźle | 22:25 | 25:21 | 24:26 | 25:21 | 10:15 | 1113   | raport |
| 16.02.2022              | 19:00 | Merkur Maribor                     | 0:3   | Lokomotiw Nowosybirsk              | 22:25 | 23:25 | 21:25 |       |       | 700    | raport |

#### Grupa D
Tabela
| Lp. | Drużyna                    | Mecze | Mecze   | Mecze   | Pkt | Sety | Sety | Sety  | Małe punkty | Małe punkty | Małe punkty |
| Lp. | Drużyna                    | M     | W (3:2) | P (2:3) | Pkt | wyg. | prz. | ratio | zdob.       | str.        | ratio       |
| --- | -------------------------- | ----- | ------- | ------- | --- | ---- | ---- | ----- | ----------- | ----------- | ----------- |
| 1   | Berlin Recycling Volleys   | 6     | 6 (2)   | 0 (0)   | 16  | 18   | 5    | 3.600 | 541         | 430         | 1.258       |
| 2   | Zenit Petersburg           | 6     | 3 (0)   | 3 (2)   | 11  | 13   | 9    | 1.444 | 504         | 461         | 1.093       |
| 3   | SL Benfica                 | 6     | 2 (1)   | 4 (0)   | 5   | 7    | 15   | 0.467 | 397         | 510         | 0.778       |
| 4   | Vojvodina NS seme Nowy Sad | 6     | 1 (0)   | 5 (1)   | 4   | 6    | 15   | 0.400 | 454         | 495         | 0.917       |

Źródło: www-old.cev.eu
Punktacja: 3:0 i 3:1 – 3 pkt; 3:2 – 2 pkt; 2:3 – 1 pkt; 1:3 i 0:3 – 0 pkt
Zasady ustalania kolejności: 1. liczba zwycięstw; 2. liczba punktów; 3. stosunek setów; 4. stosunek małych punktów; 5. bilans w bezpośrednich meczach
Wyniki spotkań
| Data                         | Godz. | Drużyna 1                  | Wynik | Drużyna 2                  | 1     | 2     | 3     | 4     | 5     | Widzów | *      |
| ---------------------------- | ----- | -------------------------- | ----- | -------------------------- | ----- | ----- | ----- | ----- | ----- | ------ | ------ |
| 01.12.2021                   | 19:30 | Zenit Petersburg           | 3:0   | SL Benfica                 | 25:19 | 25:16 | 25:23 |       |       | 1680   | raport |
| 01.12.2021                   | 19:30 | Berlin Recycling Volleys   | 3:0   | Vojvodina NS seme Nowy Sad | 26:24 | 25:16 | 25:21 |       |       | 2003   | raport |
| 15.12.2021                   | 18:00 | Vojvodina NS seme Nowy Sad | 0:3   | Zenit Petersburg           | 22:25 | 13:25 | 20:25 |       |       | 1500   | raport |
| 15.12.2021                   | 17:00 | SL Benfica                 | 1:3   | Berlin Recycling Volleys   | 19:25 | 16:25 | 25:15 | 19:25 |       | 650    | raport |
| 17.02.2022                   | 19:30 | Berlin Recycling Volleys   | 3:2   | Zenit Petersburg           | 21:25 | 25:21 | 21:25 | 28:26 | 17:15 | 957    | raport |
| Mecz odbył się w Rosji.      |       |                            |       |                            |       |       |       |       |       |        |        |
| 17.02.2022                   | 18:00 | SL Benfica                 | 3:2   | Vojvodina NS seme Nowy Sad | 23:25 | 26:24 | 26:24 | 25:27 | 15:11 | 367    | raport |
| 25.01.2022                   | 19:30 | Zenit Petersburg           | 0:3   | Vojvodina NS seme Nowy Sad | 15:25 | 21:25 | 21:25 |       |       | 1250   | raport |
| 26.01.2022                   | 19:30 | Berlin Recycling Volleys   | 3:0   | SL Benfica                 | 25:0  | 25:0  | 25:0  |       |       | —      | raport |
| 08.02.2020                   | 20:00 | SL Benfica                 | 0:3   | Zenit Petersburg           | 16:25 | 18:25 | 16:25 |       |       | 1000   | raport |
| 09.02.2022                   | 18:00 | Vojvodina NS seme Nowy Sad | 0:3   | Berlin Recycling Volleys   | 25:27 | 20:25 | 23:25 |       |       | 2500   | raport |
| 16.02.2022                   | 19:30 | Zenit Petersburg           | 2:3   | Berlin Recycling Volleys   | 26:24 | 25:20 | 25:27 | 22:25 | 12:15 | 1380   | raport |
| 16.02.2022                   | 18:00 | Vojvodina NS seme Nowy Sad | 1:3   | SL Benfica                 | 25:19 | 24:26 | 21:25 | 14:25 |       | 351    | raport |
| Mecz odbył się w Portugalii. |       |                            |       |                            |       |       |       |       |       |        |        |

#### Grupa E
Tabela
| Lp. | Drużyna                   | Mecze | Mecze   | Mecze   | Pkt | Sety | Sety | Sety  | Małe punkty | Małe punkty | Małe punkty |
| Lp. | Drużyna                   | M     | W (3:2) | P (2:3) | Pkt | wyg. | prz. | ratio | zdob.       | str.        | ratio       |
| --- | ------------------------- | ----- | ------- | ------- | --- | ---- | ---- | ----- | ----------- | ----------- | ----------- |
| 1   | Sir Sicoma Monini Perugia | 6     | 6 (0)   | 0 (0)   | 18  | 18   | 0    | MAX   | 453         | 305         | 1.485       |
| 2   | Itas Trentino             | 6     | 4 (0)   | 2 (0)   | 12  | 12   | 7    | 1.714 | 451         | 378         | 1.193       |
| 3   | Fenerbahçe HDI Sigorta    | 6     | 2 (1)   | 4 (0)   | 5   | 6    | 14   | 0.429 | 421         | 463         | 0.909       |
| 4   | AS Cannes                 | 6     | 0 (0)   | 6 (1)   | 1   | 3    | 18   | 0.167 | 329         | 508         | 0.648       |

Źródło: www-old.cev.eu
Punktacja: 3:0 i 3:1 – 3 pkt; 3:2 – 2 pkt; 2:3 – 1 pkt; 1:3 i 0:3 – 0 pkt
Zasady ustalania kolejności: 1. liczba zwycięstw; 2. liczba punktów; 3. stosunek setów; 4. stosunek małych punktów; 5. bilans w bezpośrednich meczach
Wyniki spotkań
| Data       | Godz. | Drużyna 1                 | Wynik | Drużyna 2                 | 1     | 2     | 3     | 4     | 5    | Widzów | *      |
| ---------- | ----- | ------------------------- | ----- | ------------------------- | ----- | ----- | ----- | ----- | ---- | ------ | ------ |
| 02.12.2021 | 20:30 | Sir Sicoma Monini Perugia | 3:0   | Itas Trentino             | 25:21 | 25:18 | 25:23 |       |      | 2039   | raport |
| 30.11.2021 | 19:00 | Fenerbahçe HDI Sigorta    | 3:0   | AS Cannes                 | 28:26 | 25:21 | 25:22 |       |      | 302    | raport |
| 15.12.2021 | 19:30 | AS Cannes                 | 0:3   | Sir Sicoma Monini Perugia | 15:25 | 22:25 | 18:25 |       |      | 1834   | raport |
| 16.12.2021 | 20:30 | Itas Trentino             | 3:0   | Fenerbahçe HDI Sigorta    | 25:21 | 25:22 | 25:17 |       |      | 1290   | raport |
| 12.01.2022 | 19:00 | Fenerbahçe HDI Sigorta    | 0:3   | Sir Sicoma Monini Perugia | 24:26 | 25:27 | 22:25 |       |      | 366    | raport |
| 13.01.2022 | 20:30 | Itas Trentino             | 3:0   | AS Cannes                 | 25:13 | 25:13 | 25:13 |       |      | 1151   | raport |
| 27.01.2022 | 20:30 | Sir Sicoma Monini Perugia | 3:0   | AS Cannes                 | 25:0  | 25:0  | 25:0  |       |      | —      | raport |
| 26.01.2022 | 19:00 | Fenerbahçe HDI Sigorta    | 0:3   | Itas Trentino             | 20:25 | 18:25 | 16:25 |       |      | 250    | raport |
| 10.02.2022 | 19:30 | Itas Trentino             | 0:3   | Sir Sicoma Monini Perugia | 18:25 | 21:25 | 23:25 |       |      | 1402   | raport |
| 08.02.2022 | 20:00 | AS Cannes                 | 2:3   | Fenerbahçe HDI Sigorta    | 19:25 | 25:19 | 25:19 | 13:25 | 9:15 | 700    | raport |
| 16.02.2022 | 20:30 | Sir Sicoma Monini Perugia | 3:0   | Fenerbahçe HDI Sigorta    | 25:17 | 25:21 | 25:17 |       |      | 1200   | raport |
| 16.02.2022 | 19:30 | AS Cannes                 | 1:3   | Itas Trentino             | 23:25 | 9:25  | 29:27 | 14:25 |      | 650    | raport |

#### Klasyfikacja drużyn z drugich miejsc

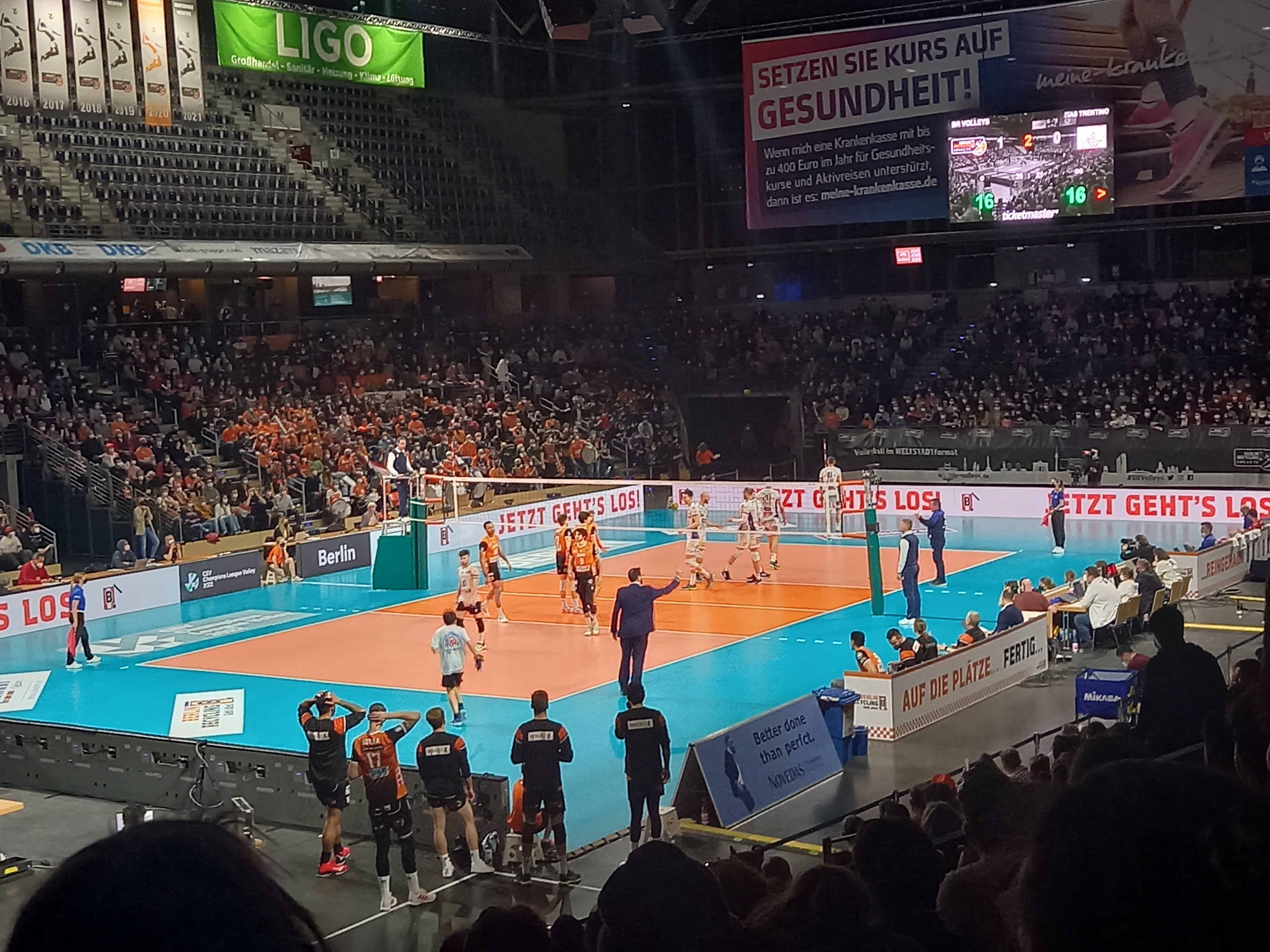
Mecz ćwierćfinałowy Berlin Recycling Volleys vs. Itas Trentino, 16.03.2022

| Lp. | Drużyna                            | Mecze | Mecze   | Mecze   | Pkt | Sety | Sety | Sety  | Małe punkty | Małe punkty | Małe punkty |
| Lp. | Drużyna                            | M     | W (3:2) | P (2:3) | Pkt | wyg. | prz. | ratio | zdob.       | str.        | ratio       |
| --- | ---------------------------------- | ----- | ------- | ------- | --- | ---- | ---- | ----- | ----------- | ----------- | ----------- |
| E2  | Itas Trentino                      | 6     | 4 (0)   | 2 (0)   | 12  | 12   | 7    | 1.714 | 451         | 378         | 1.193       |
| C2  | Grupa Azoty ZAKSA Kędzierzyn-Koźle | 6     | 4 (1)   | 2 (1)   | 12  | 15   | 9    | 1.667 | 532         | 503         | 1.058       |
| D2  | Zenit Petersburg                   | 6     | 3 (0)   | 3 (2)   | 11  | 13   | 9    | 1.444 | 504         | 461         | 1.093       |
| B2  | Ziraat Bankası                     | 6     | 3 (0)   | 3 (1)   | 10  | 11   | 11   | 1.000 | 475         | 479         | 0.992       |
| A2  | Chebyr Pazardżik                   | 6     | 3 (2)   | 3 (0)   | 7   | 10   | 13   | 0.769 | 418         | 509         | 0.821       |

     awans do ćwierćfinału

### Faza play-off

#### Ćwierćfinały
| Data | Godz. | Drużyna 1                          | Wynik | Drużyna 2                 | 1     | 2     | 3     | 4     | 5     | Złoty set | Widzów | *      |
| --- | ----- | ---------------------------------- | ----- | ------------------------- | ----- | ----- | ----- | ----- | ----- | --------- | ------ | ------ |
| – | –     | Zenit Petersburg                   | 0:3   | Sir Sicoma Monini Perugia | 0:25  | 0:25  | 0:25  |       |       |           | –      | raport |
| – | –     | Zenit Petersburg                   | 0:3   | Sir Sicoma Monini Perugia | 0:25  | 0:25  | 0:25  |       |       | –         | raport |        |
| 10.03.2022 | 20:30 | Itas Trentino                      | 3:0   | Berlin Recycling Volleys  | 27:25 | 25:19 | 25:22 |       |       |           | 1033   | raport |
| 16.03.2022 | 18:30 | Itas Trentino                      | 2:3   | Berlin Recycling Volleys  | 21:25 | 22:25 | 25:9  | 25:21 | 13:15 | 4200      | raport |        |
| 08.03.2022 | 20:30 | Cucine Lube Civitanova             | 0:3   | Jastrzębski Węgiel        | 22:25 | 23:25 | 19:25 |       |       |           | 1539   | raport |
| 16.03.2022 | 20:30 | Cucine Lube Civitanova             | 2:3   | Jastrzębski Węgiel        | 26:24 | 25:23 | 26:28 | 19:25 | 12:15 | 3007      | raport |        |
| – | –     | Grupa Azoty ZAKSA Kędzierzyn-Koźle | 3:0   | Dinamo Moskwa             | 25:0  | 25:0  | 25:0  |       |       |           | –      | raport |
| – | –     | Grupa Azoty ZAKSA Kędzierzyn-Koźle | 3:0   | Dinamo Moskwa             | 25:0  | 25:0  | 25:0  |       |       | –         | raport |        |
| Ze względu na inwazję Rosji na Ukrainę wszystkie rosyjskie drużyny zostały wykluczone z europejskich pucharów. Po lewej gospodarz pierwszego meczu. |       |                                    |       |                           |       |       |       |       |       |           |        |        |

#### Półfinały
| Data                                 | Godz. | Drużyna 1                 | Wynik | Drużyna 2                          | 1     | 2     | 3     | 4     | 5     | Złoty set | Widzów | *      |
| ------------------------------------ | ----- | ------------------------- | ----- | ---------------------------------- | ----- | ----- | ----- | ----- | ----- | --------- | ------ | ------ |
| 30.03.2022                           | 20:30 | Sir Sicoma Monini Perugia | 2:3   | Itas Trentino                      | 23:25 | 25:19 | 23:25 | 30:28 | 12:15 | 15:17     | 2348   | raport |
| 07.04.2022                           | 20:30 | Sir Sicoma Monini Perugia | 3:2   | Itas Trentino                      | 21:25 | 25:21 | 16:25 | 25:20 | 15:13 | 15:17     | 3400   | raport |
| 30.03.2022                           | 20:00 | Jastrzębski Węgiel        | 0:3   | Grupa Azoty ZAKSA Kędzierzyn-Koźle | 20:25 | 14:25 | 19:25 |       |       |           | 3100   | raport |
| 07.04.2022                           | 20:00 | Jastrzębski Węgiel        | 2:3   | Grupa Azoty ZAKSA Kędzierzyn-Koźle | 15:25 | 21:25 | 26:24 | 25:21 | 11:15 | 3375      | raport |        |
| Po lewej gospodarz pierwszego meczu. |       |                           |       |                                    |       |       |       |       |       |           |        |        |

#### Finał
| Data       | Godz. | Drużyna 1     | Wynik | Drużyna 2                          | 1     | 2     | 3     | 4 | 5 | Widzów | *      |
| ---------- | ----- | ------------- | ----- | ---------------------------------- | ----- | ----- | ----- | - | - | ------ | ------ |
| 22.05.2022 | 21:00 | Itas Trentino | 0:3   | Grupa Azoty ZAKSA Kędzierzyn-Koźle | 22:25 | 20:25 | 30:32 |   |   | 9500   | raport |